# بيتر هيرش (موزع)
بيتر هيرش (بالألمانية: Peter Hirsch)‏ هو موزع ألماني، ولد في 1956 في كولونيا في ألمانيا.

## وصلات خارجية
- الموقع الرسمي
- بيتر هيرش على موقع ديسكوغز (الإنجليزية)